# Eupelmus quercus
Eupelmus quercus är en stekelart som beskrevs av William Harris Ashmead 1886. Eupelmus quercus ingår i släktet Eupelmus och familjen hoppglanssteklar. Inga underarter finns listade i Catalogue of Life.